# تاسوکو هاتاناکا
تاسوکو هاتاناکا (انگلیسی: Tasuku Hatanaka; ۱۷ اوت ۱۹۹۴ – ) بازیگر، صداپیشه، و خواننده اهل ژاپن بود. وی از سال ۲۰۰۶ میلادی تاکنون مشغول فعالیت بوده‌است.